# Liesberg
Liesberg (schweizerdeutsch: Liesbärg [ˈliəʃˌbærg]; lokale Aussprache Lieschbrg [ˈliəʃbə̆rg]; französisch Irtiémont, Irtiemont, Hicurtimont) ist eine politische Gemeinde im Bezirk Laufen des Kantons Basel-Landschaft in der Schweiz.

## Geographie

Historisches Luftbild von Werner Friedli von 1953

Die Gemeinde Liesberg befindet sich im oberen Teil des Laufentals, dem Abschnitt des Birstals zwischen Delsberg und Laufen. Neben der Ortschaft Liesberg selbst, die auf einer Geländeterrasse 140 Meter über der Talniederung am Fluss Birs liegt, gehören zur Gemeinde noch die Weiler Riederwald, Oberrüti und Niderriederwald sowie die Industriesiedlung Liesberg Station im Talgrund und mehrere Berghöfe. Durch das schmale Tal verlaufen neben der Birs die Strecke der Jurabahn und die Hauptstrasse 18, die im westlichen Abschnitt «Delsbergerstrasse» und im östlichen «Baselstrasse» heisst.
Das Gemeindegebiet umfasst einen grossen Abschnitt des Gebirges beidseits des Tales mit steilen, fast 500 Meter hohen Bergen und Felsmassiven und dazwischen kleinen Seitentälern. Im Norden verläuft die Gemeindegrenze mehrheitlich auf der Wasserscheide der Buebergkette mit der Bergkuppe Räschberg, die das Birstal vom Tal der Lützel trennt; sie bildet dort auch die Kantonsgrenze zur Solothurner Exklave Kleinlützel. Fast fünf Kilometer westlich des Dorfes Liesberg erreicht die Grenze auf dem Bergkamm an der Stelle mit dem Namen «Welschgätterli» über dem «Surtel» bei einer Grenzmarke das Dreikantonseck, wo die Territorien von Basel-Landschaft (mit Liesberg und Roggenburg), Solothurn (Kleinlützel) und dem Kanton Jura aufeinandertreffen (712 m ü. M.).
Von dieser Stelle aus verläuft die westliche Gemeindegrenze (und Kantonsgrenze zwischen Basel-Landschaft und Jura), die Liesberg von der Nachbargemeinde Soyhières (JU) trennt, in südöstlicher Richtung durch das Tal der Birs und rechts vom Fluss bis auf die Anhöhe «Vadry» über dem Weidegebiet «Rohrberg». Die Gemeinde- und Kantonsgrenze verläuft auf der Südseite nicht auf der Wasserscheide, die das Birstal vom Delsberger Becken trennt, und erreicht gleichwohl auf dem «Horniberg» mit 836 m ü. M. den höchsten Punkt im Gemeindegebiet von Liesberg. Zu dieser Gemeinde gehören im südlichen Berggebiet die Einzelhöfe Rohrberg und Spitzenbühl. In der Nähe des Hornibergs befindet sich das Dreikantonseck zwischen den Gebieten von Basel-Landschaft, Jura (Gemeinde Courroux) und Solothurn (Bärschwil), das mit einem Grenzstein von 1755 vermarcht ist.
Die östliche Gemeindegrenze verläuft vom Gebiet am Horniberg über den Spitzebüelberg (819 m ü. M.) und durch den Löffelbach zur Birs hinunter, folgt dann drei Kilometer weit dem Lauf dieses Flusses und zieht gegen Norden am Hof «Greifel» vorbei auf die nördliche Bergkette. Die östlichen Baselbieter Nachbargemeinden von Liesberg sind Laufen und Röschenz.
Der Löffelberg (624 m ü. M.) südlich von Liesberg-Station wird gegen Westen von einer sehr hohen Felswand abgeschlossen, die als höchste Fluh des Kantons Basel-Landschaft gilt. Früher waren die schwierigen Klettertouren bei Alpinisten beliebt; seit 2011 ist das Klettern am Löffelberg, der im Naturwaldreservat «Löffelberg-Baanholz» liegt, verboten.
Auf der sieben Kilometer langen Flussstrecke durch das flache, aber enge Tal im Gebiet von Liesberg überwindet die Birs ein Gefälle von nur zwanzig Metern. Bei Liesberg-Station liegt sie auf 375 m ü. M.

### Klima
Die südexponierten Berghänge bei Liesberg Dorf haben ein mildes Mikroklima mit einer grossen Sonnenscheindauer, da sich weder Herbst- noch Frühjahrsnebel und im Winter nur selten Hochnebel bildet.
Die Bergkette im Süden erhält normalerweise viel mehr Niederschläge (gegen 2000 mm pro Jahr) als das Gebiet von Liesberg Dorf, weil der Westwind die Regenwolken gegen den Berg im Süden treibt. Der südliche Gemeindeteil liegt lange im Schatten der hohen Bergkette.

## Natur

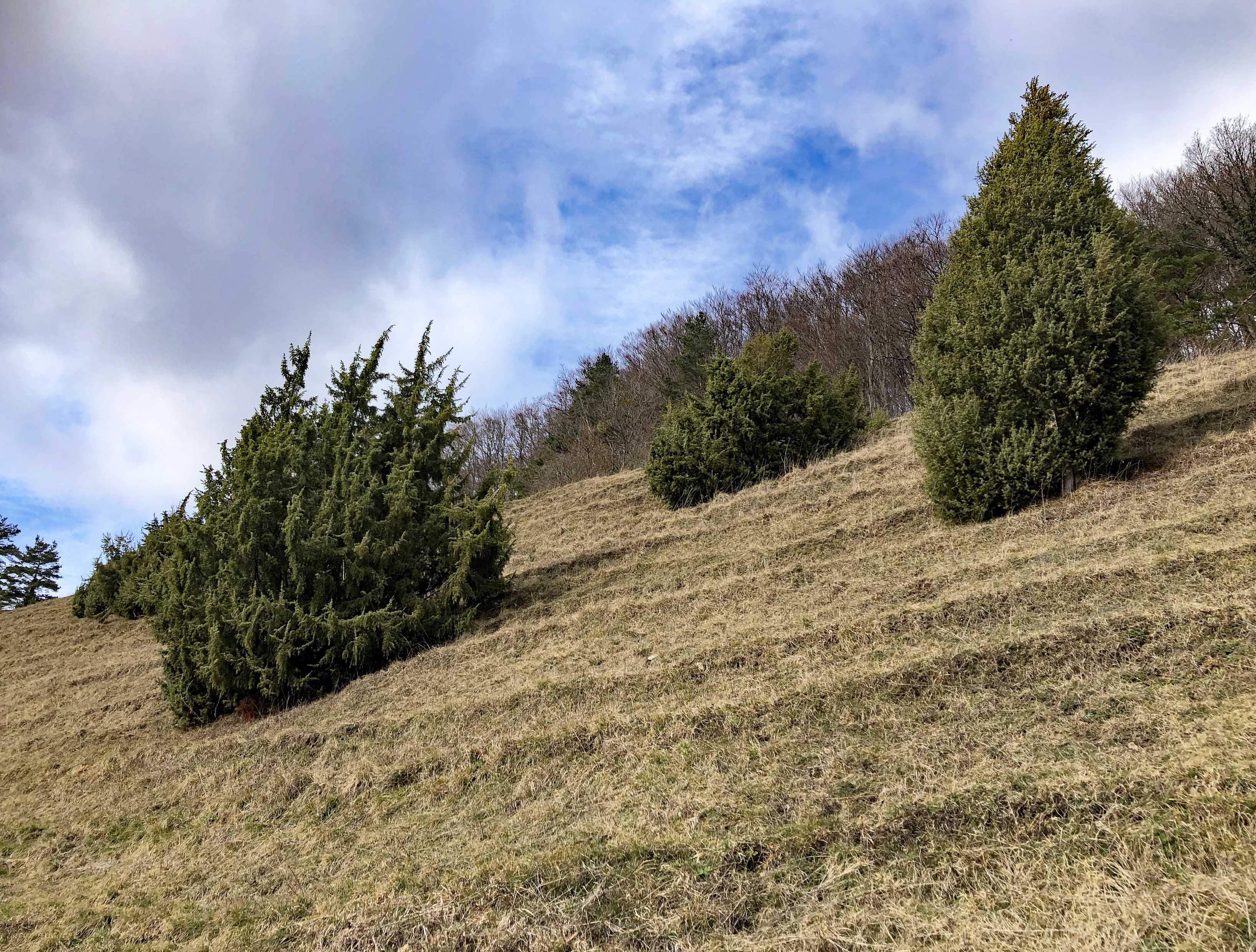
Naturschutzgebiet «Oltme»

Auf der Schattenseite der Bergkette im Süden überwiegen montane subalpine Nadelwälder mit Abies und Picea und pseudoalpine Grasflächen und Weiden. Auf der Sonnenterrasse von Liesberg Dorf hingegen herrschen mediterrane Einflüsse. Nebst den orchideenreichen Halbtrockenrasen (Teucrio-Mesobromion) mit den typischen Ragwurzarten wie Bienen-Ragwurz (Ophrys apifera), Hummel-Ragwurz (Ophrys fuciflora), Fliegen-Ragwurz(Ophrys insectifera) oder Kleine Spinnen-Ragwurz (Ophrys araneola) gedeihen in den Trockenwiesen auch die Bocks-Riemenzunge (Hymantoglossum hircinum), das Helm-Knabenkraut (Orchis militaris) und das Brand-Knabenkraut (Orchis ustulata). An Wegrändern und auf den Bergwiesen wachsen die seltene, mediterrane Kartäusernelke (Dianthus carthusianorum) und die Heidenelke (Dianthus deltoïdes).
Mehrere Bereiche der ausgedehnten Bergwiesen wie etwa das Areal Oltme und die Liesbergweid sind wegen ihres grossen Werts für Pflanzen und Tiere als Naturschutzgebiete im Bundesinventar der Trockenwiesen und -weiden von nationaler Bedeutung verzeichnet.
Das Tal mit dem Steinbruchgebiet westlich des Dorfes Liesberg ist als Naturschutzgebiet Andil und die Fläche mit dem Steinbruch bei Liesberg-Station und am Meistelberg als Naturschutzgebiet Steingrube Bohlberg im Bundesinventar der Amphibienlaichgebiete von nationaler Bedeutung aufgeführt. Vor 160 Millionen Jahren, zur Zeit des Jurameers, tummelten sich Meeres-Saurier auf dem Boden, der heute zum Gebiet von Liesberg gehört. In der ehemaligen Tongrube «Andil» kann man auch jetzt noch auf Ammoniten und versteinerte urzeitliche Pflanzen stossen.
In den zahlreichen Waldgebieten beidseits des Birstals hat der Kanton mehrere Waldreservate bestimmt.

## Geschichte
Der Ortsname von Liesberg wird erstmals in einer Geschichtsquelle aus dem Jahr 1241 als Liebinberg und 1281 als Liesperch erwähnt. Die Landschaft wurde jedoch schon viel früher gelegentlich als Siedlungsgebiet genutzt. So wurden auf dem Gemeindegebiet prähistorische Feuersteinklingen, eine spätrömische Villa und frühmittelalterliche Gräber gefunden. Die Liesberghöhle unter dem Löffelberg ist ein bedeutender archäologischer Fundort.
Im Hochmittelalter gehörte Liesberg dem Kloster St. Blasien und ab 1271 zur fürstbischöflichen Vogtei Zwingen. 1792 kam das Dorf unter französische Herrschaft und wurde 1815 beim Wiener Kongress dem Kanton Bern zugeteilt. In der Frage des Kantonswechsels des Laufentals lehnte die Gemeinde bei der ersten Laufental-Abstimmung 1983 den Beitritt zum Kanton Basel-Landschaft ab, stimmte diesem aber sechs Jahre später zu. Der Wechsel erfolgte 1994.

## Wappen
Blasonierung
In Blau auf einem roten Sechsberg auf gewelltem blauen Schildfuss ein schreitender silberner Schwan mit goldenem Schnabel und goldenen Beinen
Die Gemeinde nahm das Wappen im Jahr 1946 an.

## Sehenswürdigkeiten
- Im Gebiet «Liesbergmüli» befinden sich paläolithisch-mesolithische Höhlen und Abristationen, die als geschütztes Kulturgut von nationaler Bedeutung ausgewiesen sind.

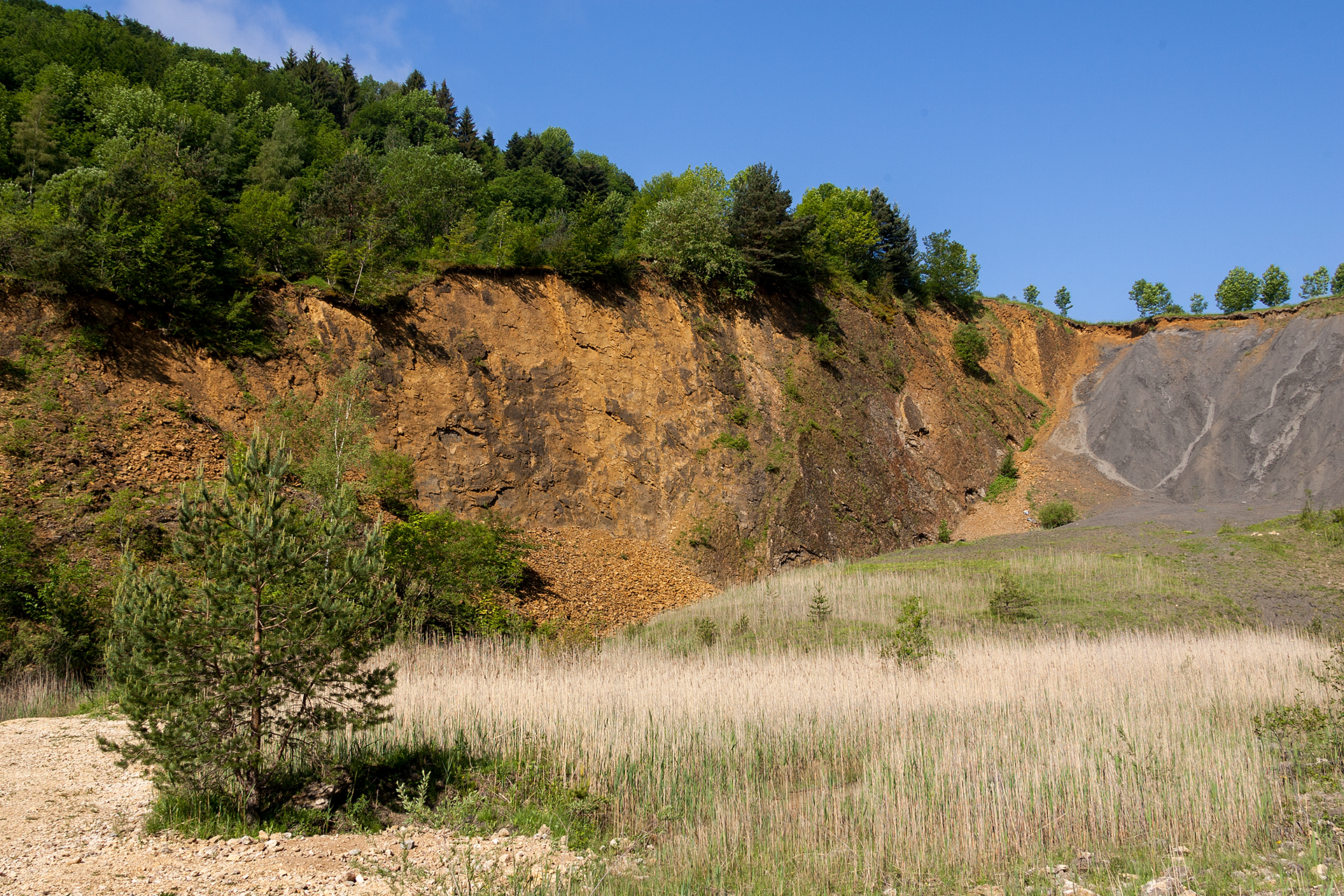
Das Naturschutzgebiet Andil in Liesberg

- Ehemalige Lehmgrube «Andil» (auch «Amthil»), seit 1998 ein Amphibienschutzgebiet,[18] reiche Fundstätte für Fossilien.[19]

## Wirtschaft
In der Flussaue wurde 1603 eine Mühle errichtet, die ein Wasserwerk an einem aus der Birs abgeleiteten Kanal besass. 1627 kam ein Sägewerk und im 19. Jahrhundert eine Kalkmühle hinzu. Das Gebiet des ehemaligen Gewerbequartiers trägt noch heute den Namen «Liesbergmüli».
Seit dem Ancien Régime besass Liesberg 14 Hektaren Reben auf der Sonnenterrasse. Nach der Einschleppung der Reblaus und des falschen Mehltaus in die Schweiz Ende des 19. Jahrhunderts wurden die Rebstöcke ausgerissen. Erst seit dem Jahr 2000 besteht wieder ein Rebberg von über 52 Aren in Liesberg. Heute werden dort jährlich ca. 2500 Flaschen Wein produziert.
Im 18. Jahrhundert war Liesberg ein Zentrum der Kalk- und Zementindustrie, die grosse Steinbrüche und Tongruben öffnete. Im Jahr 1982 stellte die Portlandcement Laufen AG als grösster Steinbruchbetrieb die Tätigkeit ein.
Liesberg ist Sitz der Aluminium Laufen AG, eines Herstellers von Aluminium-Produkten.
Im Jahr 2022 waren mit 73,8 Prozent die meisten Beschäftigten im 2. Sektor tätig, im 3. Sektor waren es 21,9 Prozent beinahe ein Viertel. Der Anteil der Landwirtschaft war mit 4,3 Prozent sehr gering.

## Politik
Gemeindepräsident ist Volker Papenburg (Stand: 2025).
Bei den Schweizer Parlamentswahlen 2023 betrugen die Wähleranteile in Liesberg: SVP 46,4 % (2019 40,3 %), Mitte 19,1 % (22,2 %), SP 12,7 % (12,8 %), FDP 9,1 % (6,9 %), Grüne 5,9 % (14,0 %), glp 4,7 % (2,3 %), EVP 0,6 % (1,4 %), EDU 1,2 % (–).

## Verkehr
Die Gemeinde besitzt einen Bahnhof an der Juralinie von Basel nach Biel; dieser wird aber seit Mai 1993 nicht mehr durch die Züge der SBB bedient. Die Gemeinde ist durch eine Postauto-Linie im Stundentakt (morgens und abends verdichtet) mit dem ICN- und S-Bahn-Bahnhof Laufen verbunden.
Durch den Talgrund führt die Hauptstrasse von Basel nach Delsberg. Nebenstrassen verbinden die Dörfer und Einzelhöfe auf den Anhöhen mit der Hauptstrasse und über die nördliche Bergkette mit Kleinlützel, Huggerwald und Röschenz. Bei Liesberg überqueren zehn Strassen- und Bahnbrücken die Birs. Darunter befinden sich mehrere historische und erhaltenswerte Bauwerke, zum Beispiel die 1935 von Robert Maillart errichtete Betonbrücke der ehemaligen Zementfabrik und die 1892 für die Jurabahn gebaute Eisenfachwerkbrücke an der Grenze zu Bärschwil.
Die überregionale Wanderroute Nr. 80 «Juraweg» zwischen Laufen und Delsberg führt durch das Berggebiet von Liesberg.

## Persönlichkeiten
- Ernst Martz (1879–1959), Chemiker, Unternehmer und Gemeindepräsident von Liesberg